# McGear (Album)
McGear ist das zweite und bisher letzte Studioalbum von Mike McGear, dem Bruder von Paul McCartney, der das Album produzierte und mit seiner Gruppe Wings auch im Wesentlichen einspielte. Es wurde am 24. September 1974 in Großbritannien und im Oktober 1974 in den USA veröffentlicht.

## Entstehung

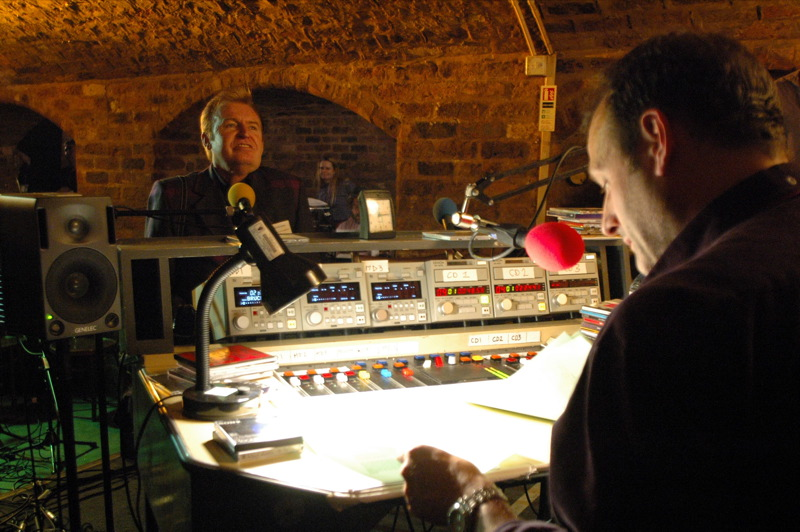
Mike McGear (links) im Cavern Club, 2004

Nachdem Michael McCartney mit John Gorman und dem Poeten Roger McGough die Band The Scaffold gegründet hatte, nahm er den Künstlernamen Mike McGear an. Im Jahr 1967 produzierte Paul McCartney die Scaffold-Single Thank U Very Much, die Platz 4 in den britischen Charts erreichte. Das Album McGough and McGear von Roger McGough und Mike McGear wurde 1968 ebenfalls von Paul McCartney produziert; 1969 spielte er Gitarre auf der Scaffold-Single Charity Bubbles. Eine weitere Zusammenarbeit erfolgte 1972 auf dem Mike McGear Album Woman, Paul McCartney half bei der Komposition des Liedes Bored as Butterscotch. Im folgenden Jahr wurden die beiden Lieder Blowin’ in the Bay und Let’s Turn the Radio on in den Apple-Studios aufgenommen, die Lieder wurden wiederum von Michael McCartneys Bruder produziert und blieben bis 2019 unveröffentlicht. Nachdem Michael McCartney keine musikalische Betätigung mehr gehabt hatte, rief sein Bruder an und schlug ihm vor, gemeinsam eine Single aufzunehmen, um seine Solokarriere erneut zu starten. Am 26. April 1973 wurde in den Abbey Road Studios das Lied Leave It mit den McCartneys und Denny Seiwell, einem damaligen Mitglied der Gruppe Wings, aufgenommen. Das fertige Lied wurde Lee Eastman, Paul McCartneys Schwiegervater, zugesandt, um sich in den USA um eine Schallplattenfirma zu kümmern. Eastman schlug vor, statt einer Single lieber ein vollständiges Album zu veröffentlichen.
Da die Abbey Road Studios zu teuer waren, beschloss man, das Album in den Strawberry Studios in Stockport mit Unterstützung der Wings (Paul und Linda McCartney, Denny Laine und Jimmy McCulloch, der noch kein offizielles Mitglied der Wings war) aufzunehmen. Da die Wings zu dieser Zeit noch keinen neuen Schlagzeuger gefunden hatten, übernahm Gerry Conway diese Aufgabe. Die Aufnahmesessions erfolgten von Januar bis einschließlich Februar 1974 (andere Quellen: 3. Januar bis 10. März 1974). Insgesamt wurden vierzehn Lieder aufgenommen. Das Album wurde von Paul McCartney produziert. Zehn Lieder wurden für das Album verwendet, das Lied Dance the Do wurde für eine Single-A-Seite und Sweet Baby für eine Single-B-Seite verwendet. Weiterhin wurde die Scaffold-Single Liverpool Lou / Ten Years After on Strawberry Jam aufgenommen. Das Album wurde dann im September 1974 von Warner Brothers veröffentlicht. Michael McCartney wollte keine Tournee machen, um sein Album zu bewerben, stattdessen unternahm er mit Derek Taylor in den USA eine Pressetour. Das Album McGear wurde kein kommerzieller Erfolg.
Im Jahr 2018 plante Cherry Red Records, das Album zu remastern und wiederzuveröffentlichen. Michael McCartney glaubte, dass die Masterbänder sich im Büro seines Bruders befinden würden, McCartneys Büro vermutete die Bänder bei Warner Brothers, wo sie sich auch nicht befanden. Schließlich fand er sie auf seinem Dachboden neben weiteren Masterbändern und unveröffentlichten Aufnahmen, die dann im Juli 2019 veröffentlicht wurden.
Im Nachhinein sagte Michael McCartney über das Album: „As kids, we used to love the Everly Brothers, we used to sing Everly Brothers harmonies. And so, when it came to working together again, I was fascinated to find, in the singing, we went back to being the Everly Brothers… So that’s the great thing about this album.“

## Covergestaltung
Das aufklappbare Cover zeigt Michael McCartney auf Holzbrettern gefesselt, um ihn herum befinden sich deutlich kleinere Menschen. Auf der Coverinnenseite sitzt Michael McCartney überlebensgroß, inzwischen von den Fesseln befreit, in Liverpool am Fluss Mersey. Das Bild soll an Gullivers Reisen erinnern. Die Coveridee hatte Michael McCartney. Das Design stammt von Derek of Seabrook/Graves/Aslett, der Fotograf ist James Wedge, die Kollage stammt von Babara Brunsdon.

## Titelliste
Michael und Paul McCartney komponierten sechs Lieder des Albums, bei den übrigen vier wird die Autorenschaft hinter den Liedern erwähnt.
Seite 1
1. Sea Breezes (Bryan Ferry) – 4:52
2. What Do We Really Know? (Paul McCartney) – 3:28
3. Norton – 2:35
4. Leave It (Paul McCartney / Linda McCartney) – 3:44
5. Have You Got Problems? – 6:16

Seite 2
1. The Casket (Paul McCartney / Roger McGough) – 4:19
2. Rainbow Lady – 3:26
3. Simply Love You – 2:47
4. Givin' Grease a Ride – 5:35
5. The Man Who Found God on the Moon – 6:26

## Wiederveröffentlichungen
- Im September 1990 wurde das Album erstmals in den USA von Rykodisc auf CD mit dem Bonusstück Dance the Do veröffentlicht. Der CD liegt ein vierseitiges bebildertes Begleitheft bei.[1]
- In April 1992 wurde das Album erstmals in Großbritannien von See For Miles Records auf CD ohne Bonuslieder veröffentlicht. Der CD liegt ein achtseitiges bebildertes Begleitheft mit einem Begleittext von Brian Hogg bei.[2]
- Am 26. Juli 2019 wurde das Album von Cherry Red Records in einer von Pascal Byrne remasterten Version mit zwei Bonusliedern veröffentlicht.

1. Dance the Do (McCartney / McGear) – 3:53
2. Sweet Baby (Paul und Linda McCartney / McGear) – 3:47

Der CD-Pappbox liegt ein 32-seitiges bebildertes Begleitheft bei, das ausführliche Information zum Album enthält. Der Box liegen weiterhin zwei Faltblätter bei, ein doppelseitiges Poster und eins, das handgeschriebenen Texte und die abgedruckten Texte zeigt. Weiterhin beinhaltet die Box noch eine CD mit Bonusliedern und eine DVD:
- CD 2 (Outtakes & Odd Ditties):

1. Sea Breezes (Without Orchestra) – 4:39
2. Leave It (Extended Version) – 6:42
3. Dance the Do (Rough 1st Mix) – 3:52
4. What Do We Really Know? (Monitor Mix) – 3:53
5. Paddy Pipes 1 – 1:21
Probeaufnahme von Paddy Maloney während der McGear-Sessions
6. Do Nothing All Day – 2:25
Single-A-Seite vom Juni 1976, produziert von Pete Wingfield
7. A to Z – 3:21
Single-B-Seite von Do Nothing All Day, produziert von Pete Wingfield
8. Girls on the Avenue – 3:42
ein bisher unveröffentlichtes Lied, produziert und komponiert von Pete Wingfield
9. Paddy Pipes 2 – 0:39
Weitere Probeaufnahme von Paddy Maloney während der McGear-Sessions.
10. All the Whales in the Ocean – 4:40
Single-A-Seite vom Mai 1980, produziert von Michael McCartney und Bill Kinsley
11. Blowin' in the Bay – 2:31
Aufgenommen im Jahr 1973 in den Apple-Studios mit Paul McCartney am Schlagzeug, Johnny Gustafson am Bass und Zoot Money am Klavier. Das Lied war bisher unveröffentlicht.
12. Keep Cool (Version 1) – 0:53
Aufgenommen im Jahr 1971 in den Olympic Studios mit Madeleine Bell und Roger Cook.
13. Keep Cool (Version 2) – 0:48
eine etwas rockigere Version.
14. I Just Want What You Got – Money! – 3:34
Single-B-Seite von „All the Whales in the Ocean“, produziert von Michael McCartney und Bill Kinsley
15. Paddy Pipes 3 – 1:34
Weitere Probeaufnahme von Paddy Maloney während der McGear-Sessions.
16. Viv Stanshall Sings – 0:47
Aufgenommen im Jahr 1973 in den Apple-Studios: Viv Stanshall singt.
17. Let's Turn the Radio on – 3:11
Aufgenommen im Jahr 1973 in den Apple-Studios mit Paul McCartney am Schlagzeug, Johnny Gustafson am Bass, Viv Stanshall an der Ukulele. Das Lied war bisher unveröffentlicht.
18. Dance the Do Radio Ad 1 – 0:18
Werbung
19. Dance the Do Radio Ad 2 – 1:05

- DVD:

1. Mike (McGear) McCartney reminices at the Liverpool Institute for Performing Arts/Art School
2. Mike (McGear) McCartney interview at the Everyman Theatre, Liverpool
3. Leave It Promotional film 1974

Das Album erschien ebenfalls als remastertes 180 Gramm-Vinyl-Album.

## Single-Auskopplungen

### Leave It
Die erste Singleauskopplung aus dem Album war im September 1974 Leave It / Sweet Baby. Die Single erreichte Platz 36 in den britischen Charts. Die B-Seite Sweet Baby befindet sich nicht auf dem Album. Für die A-Seite wurde ein Musikvideo hergestellt.
Die Promotionsingle wurde in den USA wie folgt veröffentlicht: auf der A-Seite befindet sich die Stereo-Version und auf der B-Seite die Mono-Version des Liedes.

### Sea Breezes
Die zweite Singleauskopplung Sea Breezes / Givin' Grease a Ride erfolgte im Februar 1975 nur in Europa.
In Brasilien erschien die Single Have You Got Problems? / Sea Breezes.

### Dance the Do
Als dritte Single erschien in Europa im Juni 1975 Dance the Do / Norton. Das Lied Dance the Do befindet sich nicht auf dem Album, wurde aber während der Aufnahmesessions zum Album eingespielt. Die Hintergrundstimme stammt von der Cousine von Paul und Michael McCartney, Kate Robbins.

### Simply Love You
Als vierte Single wurde im November 1975 in Großbritannien Simply Love You / What Do We Really Know? veröffentlicht.

### Musikvideo
Ein Musikvideo wurde zu der Single-A-Seite Leave It gedreht.

### Weitere Singles

#### Liverpool Lou
Im Mai 1974 wurde die Scaffold-Single Liverpool Lou / Ten Years After on Strawberry Jam veröffentlicht, die Platz 7 in den britischen Charts erreichte. Beide Aufnahmen stammen von den McGear Sessions.

#### Do Nothing All Day
Im Juni 1976 erschien in Großbritannien die Single Do Nothing All Day / A to Z. Beide Lieder befinden sich auf der CD „Outtakes & Odd Ditties“.

#### All the Whales in the Ocean
Im Mai 1980 erschien in Großbritannien die Single All the Whales in the Ocean / I Just Want What You Got – Money!. Beide Lieder befinden sich auf der CD „Outtakes & Odd Ditties“.

## Chartplatzierungen
Das Album konnte sich nicht in den Charts platzieren.